# Twitch (альбом)
Twitch (с англ. — «Судорога») — второй студийный альбом американской рок-группы Ministry, впервые вышедший в марте 1986 года. Twitch, — первый альбом Ministry в рамках контракта с лейблом Sire Records, — был записан в Лондоне и западном Берлине в 1985 году; сопродюсерами записи выступили Эдриан Шервуд и Эл Йоргенсен. В плане звучания запись ориентируется на EBM, нойз-рок и даб, отходя таким образом от поп-ориентированной формы дебютного лонгплея Ministry, — With Sympathy 1983 года, — и испытывая сильное влияние групп Cabaret Voltaire и Front 242.
В поддержку альбома было организовано концертное турне по США и Канаде, а песня «Over the Shoulder» была выпущена синглом с сопутствующим видеоклипом. Альбом получил смешанные оценки профильной прессы. Альбом был переиздан в 1990 году на компакт-дисках; в 2003 году увидела свет пластинка Twitched — альтернативная версия альбома.

## Предпосылки и запись
В 1984 году, вскоре после завершения турне в поддержку дебютного альбома Ministry With Sympathy, Эл Йоргенсен прекратил контракт с лейблом Arista Records и вернулся на Wax Trax! Records. Осенью этого же года Ministry отправились в турне по Восточному побережью; в качестве «разогревающей» была приглашена бельгийская группа Front 242, приехавшая на свои первые гастроли в США:675. Как утверждает Йоргенсен в своей автобиографии, на этом турне группа привлекла внимание Сеймура Стейна, сооснователя и главы принадлежавшего холдингу Warner Bros. лейбла Sire Records; Стейн несколько раз встретился с группой, предлагая заключить новый контракт. По различным свидетельствам Йоргенсен отклонял предложение исходя из предыдущего опыта с Arista, но в итоге согласился; по условиям нового контракта, Йоргенсен получил больший контроль над записью своего материала, нежели по прежнему с Arista, и средства на приобретение синтезатора Fairlight CMI; также Йоргенсен поставил условие, по которому Sire будут давать средства на поддержку дальнейшей работы Wax Trax!. К лету 1985 года Ministry выпустила на Wax Trax! четыре внеальбомных сингла — переизданный «Cold Life», «All Day», «(Every Day Is) Halloween» и «The Nature of Love» — до того, как быть подписанным на Sire.
Альбом был записан и большей частью сведён в течение 1985 года в студии Southern Studios в Лондоне, куда был направлен по предложению Стейна; сессии также проходили в Чикаго и в Западном Берлине на Hansa Tonstudio. Период нахождения в Лондоне оценивает отрицательно в связи с культурными различиями.

## Выпуск и продвижение
Альбом Twitch был впервые выпущен в марте 1986 года; ранее, — в ноябре 1985 года — был выпущен сингл на песню «Over the Shoulder», помимо заглавной песни содержавший треки «Isle of Man» и «Twitch» (оба — с комментарием «Version II») на стороне «Б».
Группа организовала концертный тур в поддержку альбома; запись одного из концертов, прошедшего в Торонто 10 апреля 1986 года, была впоследствии выпущена альбомом под названием Toronto 1986. Во время этого же тура Йоргенсен познакомился с гитаристом группы Rigor Mortis Майком Скаччей — впоследствии видным сотрудником Йоргенсена в составе Ministry и её побочных проектов, и диджеем Филом «Филдо» Оуэном — впоследствии вокалистом Revolting Cocks и лидером группы Skatenigs.

Официальный клип на «Over the Shoulder» был поставлен Питером Кристоферсоном; режиссёр — по утверждению Эла, им был Сторм Торгерсон — нанял для съёмок двух подростков и попросил их угнать автомобиль. Далее группа попросила использовать магазин для съёмки; когда же владелец магазина ответил отказом, Торгерсон, как предполагает Йоргенсен, заплатил подросткам, чтобы те ворвались в магазин. После этого владелец магазина, нуждавшийся в средствах на компенсацию ущерба, согласился на съёмку. Как пишет Йоргенсен, всё происходившее в клипе было противозаконным.

В 1990 году Twitch был переиздан на компакт-дисках; в состав обновлённого издания вошли сингл-версия «Over the Shoulder» и трек «Isle of Man» (Version II).
В 2003 году лейбл Radioactive Records — предположительно, без ведома группы — выпустил сборник Twitched — альтернативную версию Twitch; сборник включил ранее не издававшиеся альтернативные версии треков с официальной версии Twitch; согласно буклету релиза, Йоргенсен предполагал отличный от окончательного список композиций до вмешательства лейбла.

## Список композиций
Слова и музыка всех песен — написаны Элом Йоргенсеном.
| №  | Название              | Длительность |
| -- | --------------------- | ------------ |
| 1. | «Just Like You»       | 5:03         |
| 2. | «We Believe»          | 5:56         |
| 3. | «All Day Remix»       | 6:03         |
| 4. | «The Angel»           | 6:06         |
| 5. | «Over the Shoulder»   | 5:13         |
| 6. | «My Possession»       | 5:05         |
| 7. | «Where You At Now?»   | 5:30         |
| 8. | «Crash & Burn»        | 4:43         |
| 9. | «Twitch» (Version II) | 2:02         |

| №   | Название                          | Длительность |
| --- | --------------------------------- | ------------ |
| 10. | «Over the Shoulder» (12" Version) | 6:46         |
| 11. | «Isle of Man» (Version II)        | 4:30         |

## Участники записи
Ministry
- Эл Йоргенсен — вокал (все треки, кроме 8–9), программирование, продюсер и звукорежиссёр (треки 3, 7, 8).

Дополнительные музыканты и персонал
- Эдриан Шервуд[англ.] — продюсер и звукорежиссёр (треки 1–7, 9);
- Гарет Джонс — звукорежиссёр (трек 1);
- Стивен Джордж[англ.] — перкуссия (трек 3);
- Брэд Холлен — бас-гитара (трек 3);
- Пэтти Йоргенсен — доп. вокал (треки 3, 4);
- Кит Леблан[англ.] — программирование драм-машины (трек 4);
- Люк ван Акер[нидерл.] — вокал (трек 7);
- Брайан Шэнли — обложка альбома, дизайн, фотография.

Студии
- Southern Studios[англ.], Лондон — запись (все треки), сведение (все треки, кроме 1);
- Hansa Tonstudio, Западный Берлин — сведение (трек 1).

## Участие в чартах
| Чарт (1986)   | Наивысшая позиция |
| ------------- | ----------------- |
| Billboard 200 | 194               |